# Justin Kirk
Justin Kirk (Salem, 28 maggio 1969) è un attore statunitense.

## Biografia
Kirk è nato a Salem, nell'Oregon, il 28 maggio 1969, da padre statunitense di origini danesi ed inglesi e da madre statunitense di origini ebraico-russe. È conosciuto per aver interpretato il ruolo di Prior Walter nella miniserie televisiva Angels in America di Mike Nichols, per il quale ha ricevuto una candidatura agli Emmy per il migliore attore in una mini-serie. 
È apparso in alcune serie televisive come Jarod il camaleonte, Law & Order - Unità vittime speciali, CSI: Scena del crimine, Jack & Bobby, Senza traccia, Everwood, Modern Family, Tyrant, Manhattan e Wayward Pines.
Dal 1999 al 2001 interpreta il ruolo di Bart Zane, uno dei protagonisti della serie Jack & Jill. A partire dal 2005 diventa uno dei protagonisti nella serie televisiva Weeds, interpretando il ruolo di Andy Botwin fino alla conclusione della serie nel 2012.
Nel 2006 appare nel film Chiedi alla polvere di Robert Towne, basato sull'omonimo romanzo di John Fante. Nel 2009 è al fianco di Joseph Fiennes nel film Controcorrente, mentre nel 2013 prende parte al film Mister Morgan.
Nel 2010 interpreta il ruolo di John Tucker nella prima stagione della serie Tyrant, mentre nel 2017 recita in APB - A tutte le unità nel ruolo del protagonista, Gideon Reeves; la serie viene cancellata dopo una sola stagione.

## Filmografia

### Cinema
- Le stagioni dell'amore (Love! Valour! Compassion!), regia di Joe Mantello (1997)
- 99 Threadwaxing, regia di Margaret Brown (1998) - cortometraggio
- The Eden Myth, regia di Mark Edlitz (1999)
- Chapter Zero, regia di Aaron Mendelsohn (1999)
- Teddy Bears' Picnic, regia di Harry Shearer (2002)
- Outpatient, regia di Alec Carlin (2002)
- Hollywood Dreams, regia di Henry Jaglom (2006)
- Flannel Pajamas, regia di Jeff Lipsky (2006)
- Puccini for Beginners, regia di Maria Maggenti (2006)
- Chiedi alla polvere (Ask the Dust), regia di Robert Towne (2006)
- Controcorrente (Against the Current), regia di Peter Callahan (2009)
- Four Boxes, regia di Wyatt McDill (2009)
- The Presence, regia di Tom Provost (2010)
- See You in September, regia di Tamara Tunie (2010)
- Elektra Luxx - Lezioni di sesso (Elektra Luxx), regia di Sebastian Gutierrez (2010)
- L!fe Happens, regia di Kat Coiro (2011)
- Vamps, regia di Amy Heckerling (2012)
- Goats, regia di Christopher Neil (2012)
- Nobody Walks, regia di Ry Russo-Young (2012)
- Mister Morgan (Mr. Morgan's Last Love), regia di Sandra Nettelbeck (2013)
- Sexual Secret, regia di Mark Edlitz (2014)
- Walter, regia di Anna Mastro (2015)
- Ghostbusters, regia di Paul Feig (2016)
- The Tribes of Palos Verdes, regia di Brendan Malloy e Emmett Malloy (2017)
- Molly's Game, regia di Aaron Sorkin (2017)
- Vice - L'uomo nell'ombra (Vice), regia di Adam McKay (2018)

### Televisione
- New York News - serie TV, episodio 1x08 (1995)
- Nothing Sacred - serie TV, episodio 1x13 (1998)
- Jarod il camaleonte (The Pretender) - serie TV, episodio 2x08 (1998)
- Jack & Jill - serie TV, 32 episodi (1999-2001)
- Law & Order - Unità vittime speciali (Law & Order: Special Victims Unit) - serie TV, episodio 3x02 (2001)
- Angels in America, regia di Mike Nichols - miniserie TV (2003)
- CSI: Scena del crimine (CSI: Crime Scene Investigation) - serie TV, episodio 5x18 (2005)
- Jack & Bobby - serie TV, episodio 1x20 (2005)
- Senza traccia (Without a Trace) - serie TV, episodio 4x04 (2005)
- Everwood - serie TV, episodio 4x18 (2006)
- Weeds - serie TV, 62 episodi (2005-2012)
- University of Andy - serie TV, 21 episodi (2009-2010)
- The Subpranos - serie TV, episodio 1x10 (2010)
- Modern Family - serie TV, 5 episodi (2010-2013)
- Animal Practice - serie TV, 9 episodi (2012)
- The Blacklist - serie TV, episodio 1x08 (2013)
- Tyrant – serie TV, 10 episodi (2014)
- Wayward Pines - serie TV, episodi 1x3 e 1x4 (2015)
- Manhattan - serie TV, episodi 2x2 e 2x9 (2015)
- You're the Worst - serie TV, episodi 2x9 e 2x12 (2015)
- The Crossroads of History - serie TV, episodio 1x6 (2016)
- Untitled Sarah Silverman Project - film TV, regia di Charlie McDowell (2016)
- APB - A tutte le unità (APB) – serie TV, 12 episodi (2017)
- Conversations in L.A. - serie TV, episodi 3x2 e 3x8 (2018)
- Kidding - Il fantastico mondo di Mr. Pickles (Kidding) - serie TV, 10 episodi (2018)
- Perry Mason – serie TV, 10 episodi (2020-2023)
- Succession – serie TV, 5 episodi (2021-2023)

## Doppiatori italiani
Nelle versioni in italiano dei suoi film, Justin Kirk è stato doppiato da:
- Fabrizio Manfredi in Controcorrente, The Blacklist, Modern Family (ep. 3x03)
- Roberto Certomà in Everwood, Lo straordinario mondo di Zoey
- Massimiliano Manfredi in Weeds, Manhattan
- Francesco Bulckaen in The Pretender, APB - A tutte le unità
- Alessandro Quarta in Mister Morgan, Vice - L'uomo nell'ombra
- Fabio Boccanera in Modern Family, Perry Mason
- Luca Ward in Angels in America
- Gianluca Machelli in CSI - Scena del crimine[1]
- Gabriele Lopez in The Presence
- Danilo Di Martino in Chiedi alla polvere
- Roberto Gammino in Jack & Jill
- Fabrizio Pucci in Without a Trace
- Massimo Bitossi in Law & Order - Unità vittime speciali
- Edoardo Nordio in Tyrant
- Riccardo Scarafoni in Wayward Pines
- Gianfranco Miranda in Succession